# Abu Suwaid und die schöne Greisin
Abu Suwaid und die schöne Greisin ist eine Erzählung aus den Geschichten aus Tausendundeiner Nacht. Sie wird in der Arabian Nights Encyclopedia als ANE 152 gelistet. Sie gehört zu den kürzesten Erzählungen aus Tausendundeiner Nacht. 

## Handlung
Eines Tages ging Abu Suwaid mit seinen Freunden in einem Garten. Da sah er eine Frau sitzen, deren Antlitz noch immer von Schönheit geprägt war, auch wenn ihr Haar bereits weiß geworden war. Als die Männer näher kamen, verschleierte sie nicht ihr Gesicht und Abu Suwaid fragte, warum sie denn nicht ihr Haar schwarz färbe, um jünger auszusehen. Daraufhin sprach sie einige Verse über die Vergänglichkeit des Äußeren, die Abu Suwaids Entzücken fanden.

## Hintergrund
Die Geschichte findet sich in den ägyptischen Manuskripten und meisten frühen arabischen Druckausgaben von Tausendundeine Nacht. Für ihre Übersetzungen griffen Richard Francis Burton und Enno Littmann auf die Kalkutta-II-Ausgabe zurück.

## Ausgaben
- Enno Littmann: Die Erzählungen aus den tausendundein Nächten, Insel Verlag, Frankfurt 1968 (Erstausgabe 1922–1928), 6 Bände (Kalkutta-II-Edition), Band 3, S. 590f.